# Tournoi britannique de rugby à XV 1885
Navigation
Tournoi 1884 Tournoi 1886
Le troisième tournoi britannique de rugby à XV 1885 est incomplet pour cause de conflits entre les fédérations.
Ainsi, le match Galles-Irlande n'est pas joué pour des motifs de disputes entre fédération. De la même façon, l'Écosse refuse de rencontrer l'Angleterre à cause d'un désaccord sur l'arbitrage du match du tournoi 1884 entre les deux nations. Ce match Angleterre-Écosse non disputé étant décisif pour déterminer le vainqueur du tournoi, aucun classement officiel n'est établi.

## Classement
Décompte des points

Cette année, il est décidé qu'un but est accordé pour :
- un but (transformation) réussi après un essai ;
- un drop dans le jeu courant ;
- un but après marque.

Les essais ne rapportent pas de points et ne servent qu'à départager en cas d'égalité.
Le classement, non officiel, est donné à titre indicatif :
| Rang | Nation         | J | V | N | D | Em | Ee | Pm | Pe | Diff | Pts |
| ---- | -------------- | - | - | - | - | -- | -- | -- | -- | ---- | --- |
| 1    | Angleterre (T) | 2 | 2 | 0 | 0 | 7  | 3  | 1  | 1  | 0    | 4   |
| 2    | Écosse         | 2 | 1 | 1 | 0 | 3  | 0  | 1  | 0  | +1   | 3   |
| 3    | Pays de Galles | 2 | 0 | 1 | 1 | 2  | 5  | 1  | 1  | 0    | 1   |
| 4    | Irlande        | 2 | 0 | 0 | 2 | 1  | 5  | 0  | 1  | -1   | 0   |

|  | Premier (non officiel) du tournoi 1885 |
|  | T : tenante du titre 1884.             |

Attribution des points de classement :
2 points pour une victoire, 1 pour un match nul, 0 en cas de défaite.

Règles de classement :
1. points de classement 2. titre partagé.
- Meilleures attaques : Angleterre, Écosse et pays de Galles en termes de points ; Angleterre en termes d'essais.
- Meilleure défense : Écosse en termes de points et d'essais.
- Meilleures différences : Écosse pour les points, Angleterre pour les essais.

## Résultats
En plus des conflits mentionnés en introduction, il faut souligner que pour la première fois une rencontre est rejouée et qui plus est au domicile de l'adversaire : la rencontre Irlande-Écosse se rejoue ainsi à Édimbourg en Écosse.
Nota : essai (e, 0 point) ; transformation (t, 1 point) ; drop-goal (d, 1 point)
| 3 janvier 1885 0St Helen's, Swansea         | Pays de Galles | (2e,1t) 1 - 1 (5e,1t) | Angleterre     |
| 10 janvier 1885 0Hamilton Crescent, Glasgow | Écosse         | (0e) 0 - 0 (0e)       | Pays de Galles |
| 7 février 1885 0Whalley Range, Manchester   | Angleterre     | (2e) 0 - 0 (1e)       | Irlande        |
| 21 février 1885 0Ormeau Road, Belfast       | Irlande        | Match annulé          | Écosse         |
| 7 mars 1885 0Raeburn Place, Édimbourg       | Écosse         | (3e,1t) 1 - 0 (0e)0   | Irlande        |

## Les matches

### Pays de Galles - Angleterre
| Samedi 3 janvier 1885 | Pays de Galles Capitaine : Newman           | 1 - 1 | Angleterre Capitaine : T Gurdon                                                                  | St Helen's, Swansea 5 000 spectateurs Arbitre : C Lewis |
| Samedi 3 janvier 1885 | Essai(s) : Jordan Transformation(s) : Gould |       | Essai(s) : 5 J Hawcridge, R Kindersley, H Ryalls, A Teggin, Wade Transformation(s) : 1/5 J Payne | St Helen's, Swansea 5 000 spectateurs Arbitre : C Lewis |
| Samedi 3 janvier 1885 |                                             |       |                                                                                                  | St Helen's, Swansea 5 000 spectateurs Arbitre : C Lewis |

### Écosse - pays de Galles
| Samedi 10 janvier 1885 | Écosse Capitaine : Maclagan | 0 - 0 | Pays de Galles Capitaine : Newman | Hamilton Crescent, Glasgow 3 000 spectateurs Arbitre : G Rowland Hill |
| Samedi 10 janvier 1885 |                             |       |                                   | Hamilton Crescent, Glasgow 3 000 spectateurs Arbitre : G Rowland Hill |
| Samedi 10 janvier 1885 |                             |       |                                   | Hamilton Crescent, Glasgow 3 000 spectateurs Arbitre : G Rowland Hill |

### Angleterre - Irlande
| Samedi 7 février 1885 | Angleterre Capitaine : T Gurdon    | 0 - 0 | Irlande Capitaine : W Rutherford | Whalley Range, Manchester 6 000 spectateurs Arbitre : H Lyne |
| Samedi 7 février 1885 | Essai(s) : 2 W Bolton, J Hawcridge |       | Essai(s) : E Green               | Whalley Range, Manchester 6 000 spectateurs Arbitre : H Lyne |
| Samedi 7 février 1885 |                                    |       |                                  | Whalley Range, Manchester 6 000 spectateurs Arbitre : H Lyne |

### Écosse -Irlande
Il s'agit du match Irlande-Écosse qui est rejoué mais en Écosse à cause du mauvais temps en Irlande ! Néanmoins, l'arbitre est irlandais.
| Samedi 21 février 1885 | Écosse Capitaine : Maclagan                                                     | 1 - 0 | Irlande Capitaine : A Forrest | Raeburn Place, Édimbourg Arbitre : H Kelly |
| Samedi 21 février 1885 | Essai(s) : 3 C Reid, W Peterkin, A Don-Wauchop Transformation(s) : 1/3 J Veitch |       |                               | Raeburn Place, Édimbourg Arbitre : H Kelly |
| Samedi 21 février 1885 |                                                                                 |       |                               | Raeburn Place, Édimbourg Arbitre : H Kelly |